# Ungern vid världsmästerskapen i friidrott 2022
Ungern tävlade vid världsmästerskapen i friidrott 2022 i Eugene i USA mellan den 15 och 24 juli 2022. Ungern hade en trupp på två idrottare.
23 friidrottare från Ungern hade kvalificerat sig för mästerskapet men då EM i München arrangerades följande månad valde ungerska friidrottsförbundet att endast ta ut två friidrottare till VM.

## Resultat

### Herrar
Gång- och löpgrenar
Teknikgrenar
| Idrottare    | Gren          | Kval    | Kval      | Final        | Final     |
| Idrottare    | Gren          | Distans | Placering | Distans      | Placering |
| ------------ | ------------- | ------- | --------- | ------------ | --------- |
| Bence Halász | Släggkastning | 79,13 m | 4 0Q0     | 80,15 m 0PB0 | 5         |

### Damer
Mångkamp – Sjukamp
| Idrottare     | Gren     | 100 m häck | Höjd   | Kula         | 200 m | Längd              | Spjut | 800 m | Totalt | Placering |
| ------------- | -------- | ---------- | ------ | ------------ | ----- | ------------------ | ----- | ----- | ------ | --------- |
| Xénia Krizsán | Resultat | 13,46      | 1,74 m | 14,08 m 0SB0 | 24,82 | Inget giltigt hopp | 0DNF0 | 0DNF0 | 0DNF0  | 0DNF0     |
| Xénia Krizsán | Poäng    | 1056       | 903    | 799          | 903   | 0                  | 0DNF0 | 0DNF0 | 0DNF0  | 0DNF0     |